# Enbomaffären
Enbomaffären var en svensk rättsaffär i början av 1950-talet, i vilken Fritiof Enbom och flera av honom angivna personer dömdes för spioneri för Sovjetunionens räkning.

## Fallet

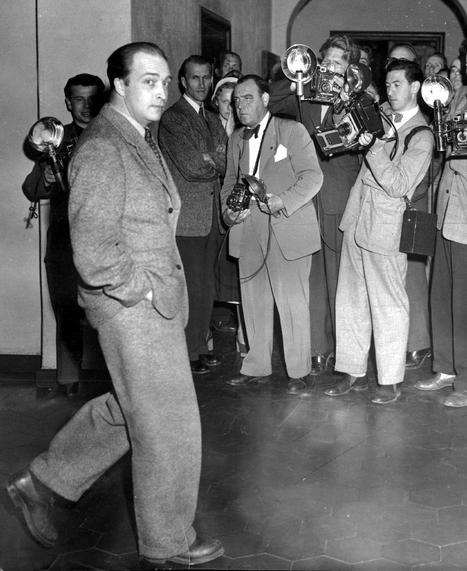
Fritiof Enbom vid rättegången i juli 1952.

Den 11 februari 1952 greps den förre journalisten vid tidningen Norrskensflamman och SJ-anställde Fritiof Enbom anklagad för spioneri. Enbom blev även kallad Bodenspionen.
Enbom hade självmant berättat om sitt spioneri för sin hyresvärd, som till slut kontaktade säkerhetstjänsten. Vid arresteringen bekände Enbom omedelbart spioneriet och berättade att han var spionen Michael och chef för det sovjetiska spionaget. Han skulle ha värvats redan 1943 och angav sju medarbetare i sitt spioneri. Av dessa kom dock vittnesmålen mot John Pettersson, stins i Gällivare, att avföras redan under utredningstadiet. Han skulle ha samarbetat med Enbom i spionage på den tyska permittent- och transitotrafiken genom Sverige för Sovjetunionens räkning. Problemet var dock att den tyska transiteringen redan upphört innan Enbom anställdes och att de tyska transporter som därefter genomfördes på banan var godstransporter. Inga tåg stannade vid Enboms station så han kunde omöjligt ha rapporterat om de tyska truppernas anda och moral som han påstod sig ha gjort.
De övriga sex kom i pressen att kallas Enbomligan. Utöver Enbom åtalades banarbetaren Hugo Gjersvold (1920–2002), trädgårdsmästaren Martin Enbom (1921–1988; bror till Fritiof), bokförläggaren och stadsfullmäktigeledamoten i Halmstad Artur Karlsson (1895–1976), kontoristen Tage Wickström, bangårdsarbetaren Fingal Larsson samt Lilian Ceder, tidigare arbetskamrat med Fritjof Enbom på Norrskensflamman och en tid hans flickvän.

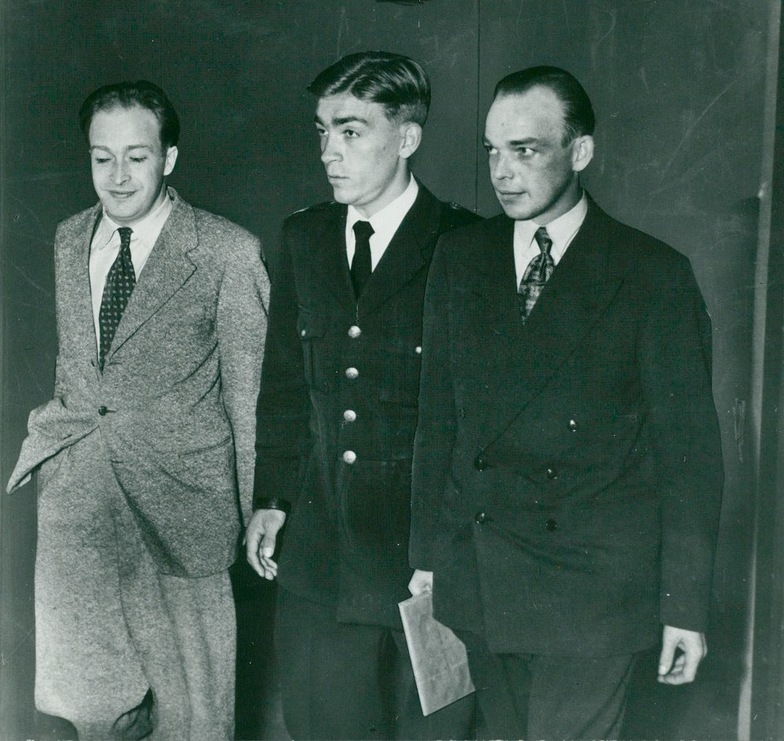
Bröderna Fritiof Enbom och Martin Enbom vid rättegången i juli 1952.

Fritiof Enbom hade enligt polisutredningen samlat in material om bland annat försvarsanläggningar i norra Sverige, till exempel om Bodens fästning. Upplysningarna hade Enbom enligt egen uppgift sedan förmedlat till Sovjetunionen. Det har visat sig att det mesta av Enboms ihopsamlade material bestod av offentliga handlingar eller sådant som var allmänt känt i Boden med omnejd. Enbom berättade också att han utgjorde den sista länken i en kedja av sovjetspioner som förmedlade hemligheterna med den amerikanska atombomben till Moskva. Majoriteten av skribenter som närmat sig frågan i  modern tid gör bedömningen att Fritiof Enbom med all säkerhet var mytoman, och alltså aldrig hade några kontakter med Sovjetunionen annat än i sin egen fantasi. En avvikande uppfattning företräds av Wilhelm Agrell som ska ha redovisat att en avhoppad NKVD-chifför och KGB-residenten, en viss Vladimir Petrov, namne med ishockeyspelaren, ska ha hävdat att Fritjof Enbom rekryterades och sköttes av NKVD men 1946 överfördes till GRU. Lars Petter Lindroth, mångårig intendent vid Rikspolisstyrelsens säkerhetstjänst, hävdade i SVT-dokumentären "Spionjägaren" att Enbom bevisligen rekryterades som spion för Sovjetunionen enligt dechiffrerade sovjetiska telegram. 
Artur Karlsson var sannolikt oskyldig till att vara ledare för det ryska spionaget i Sverige som Enbom påstod. Stellan Bojerud har dock framfört åsikten att han i stället sannolikt var agentsökare för Komintern, senare Kominform. Lars Petter Lindroth hävdade att Artur Karlsson var en av två rekryterare för frivilliga sovjetspioner i Sverige, även detta enligt dechiffrerade telegram.
Den 31 juli 1952 dömdes Enbom och Gjersvold till livstids straffarbete, medan fyra av de andra fick fängelsestraff av varierande längd. Wickström frikändes helt. Flera skribenter har ifrågasatt ifall någon av dem, utom Enbom, gjort sig skyldig till något straffbart. I ett par fall har det visats att de åtalade dömts för att ha röjt försvarsanläggningar som inte existerade, eller som inte byggdes förrän efter att det påstådda brottet skulle ha begåtts. Martin Enbom är i så fall den som verkligen var spion i det att han lämnade ut uppgifter till brodern i tron att de vidarebefordrades till Sovjetunionen.

## Efterspel
Efter att Fritiof Enbom suttit tio år i fängelse frigavs han och levde därefter ett tillbakadraget liv och gav inga intervjuer. De ansökningar om resning i målet som har gjorts gällde de andra dömda, inte honom. 
En fackutredning i ämnet är Arne Trankells Chef för Grupp Norr: en dagdrömmares fantasier i skuggan av det kalla kriget (1974). En äventyrsroman inspirerad av Enbomaffären är Josef Stenlunds Fjärde spionen (1953). Journalisten Henrik Nyqvist har skrivit om Lilian Ceder i boken Röd Ceder: en svensk spionhistoria (2000). Journalisten Thomas Bresky skrev Kodnamn: Mikael. Spionaffären Enbom och kalla kriget (Ordfront förlag 2008). 
En officiell utredning gjord av överstelöjtnant Stellan Bojerud finns vid Försvarshögskolan i Stockholm. FHS 21 952:61314. Bojerud har också skrivit boken Livstidslögnen (Sivart förlag, 2008) om Enbom-affären. Han konstaterar att processen var en rättsskandal där åklagaren Werner Ryhninger vilseförde rätten med felaktiga påståenden, och konstaterar vidare att ingen riksåklagare har tagit upp någon av domarna trots försök till resning från de oskyldigt dömda.
Flera av de dömda sökte upprättelse livet ut, och senare även deras anhöriga. Så sent som 2011 avslog riksåklagaren en resningsansökan för Fingal Larsson av hans barn. Riksdagsledamoten och Vänsterpartiets partiledare Jonas Sjöstedt har engagerat sig i fallet och bland annat krävt en sanningskommission.